# Толбухинский мост
Толбухинский мост — автомобильно-пешеходный мост через реку Которосль в городе Ярославле. Соединяет центральную часть города с южной. Является частью проспекта Толбухина, от которого и получил своё название.

## История
В XVII—XVIII на этом месте будущего моста была расположена плотина. В 1-й половине XIX века был построен деревянный мост, называвшийся Временным, так как был сооружён на барках. Позже он был заменён на постоянный, также деревянный.

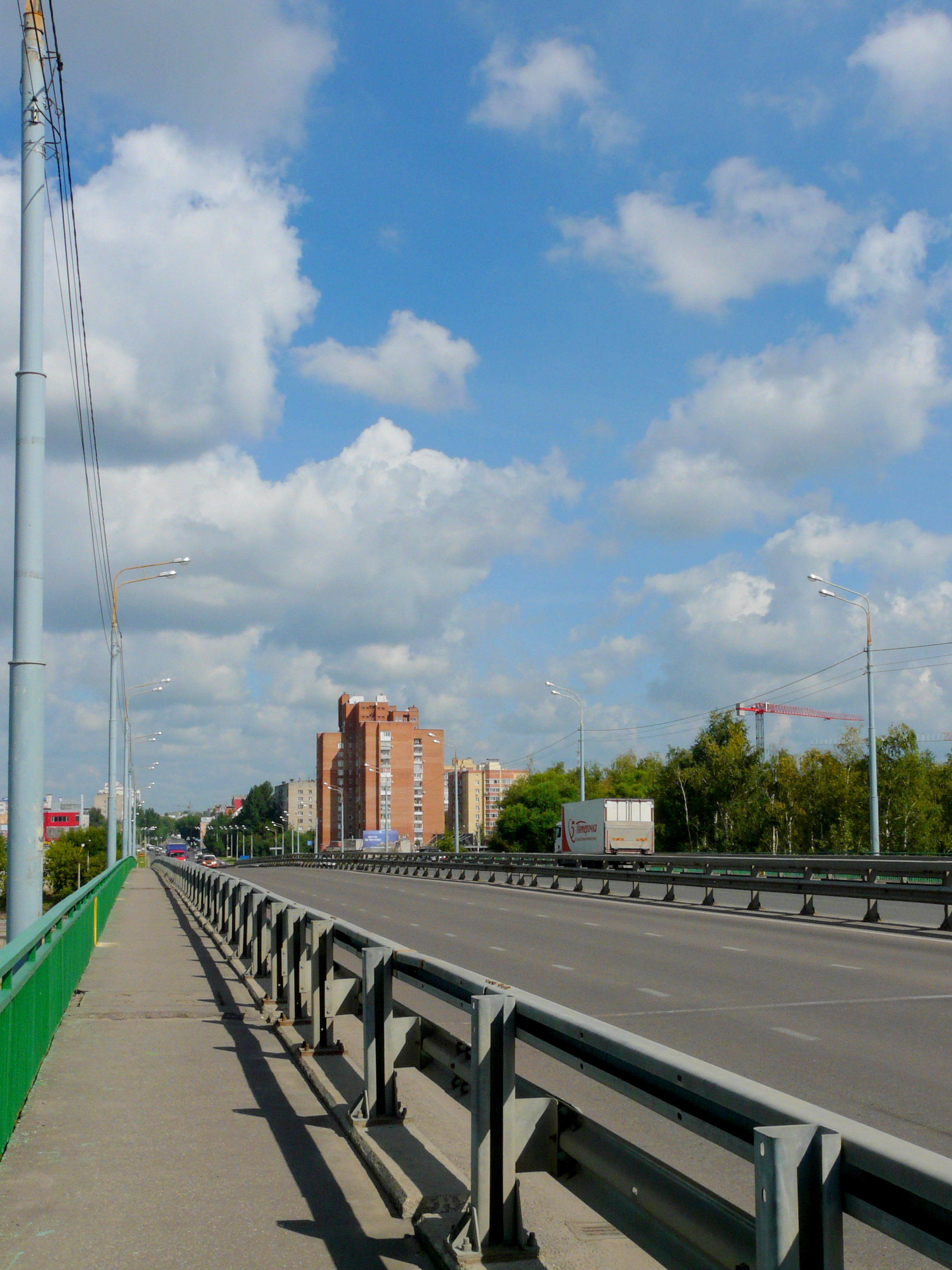
Мост после реконструкции

В 1975 году на месте старого моста был построен современный железобетонный с четырьмя полосами для движения автомобилей и трамвайной линией посередине.
В 2008 году мост реконструировали: были отремонтированы бетонные конструкции, расширено полотно проезжей части за счёт демонтажа трамвайных путей, установлены отбойники, новое освещение.
Со времени постройки планировалось включение моста в так называемую «Карабулинскую развязку» — обход исторического центра города через проспект Толбухина с выходом на Московский проспект у перекрёстка с улицей Гоголя. Реализация данного проекта первоначально была включена в план реконструкции Московского проспекта, однако в дальнейшем работы по строительству развязки были остановлены. В 2021 году мэрия города от проекта развязки окончательно отказалась.